# Iantar Seversk
Le HK Iantar Seversk - en russe : Хоккейный клуб «Янтарь» - est un club de hockey sur glace de Seversk dans l'oblast de Tomsk en Russie. Il évolue dans la Pervaïa Liga.

## Historique
Le club est fondé en 1965 .

## Palmarès
- Aucun titre.